# Gabriela Zapolska
Gabriela Zapolska, właśc. Maria Gabriela Janowska z domu Korwin-Piotrowska, primo voto Śnieżko-Błocka (ur. 30 marca 1857 w Podhajcach, zm. 17 grudnia 1921 we Lwowie) – polska aktorka, dramatopisarka, powieściopisarka, publicystka, krytyczka teatralna i artystyczna.
Przedstawicielka polskiego naturalizmu, wykpiwała moralną obłudę mieszczaństwa; pisała komedie satyryczne, dramaty i powieści.

## Życiorys
Urodzona we wsi Podhajce (przedmieście Łucka) na Wołyniu w rodzinie ziemiańskiej. Ojciec – Wincenty Korwin-Piotrowski, był zamożnym ziemianinem, właścicielem majątku Kiwerce (dziś Pryłućke), a matka – Józefa z Karskich, eks-tancerką baletową z Warszawy. Jej bratem był Kazimierz Korwin-Piotrowski, znany adwokat i dziennikarz (zm. 1922).
Uczyła się w rodzinnym domu i krótko w zakładzie Sacré Coeur oraz w prywatnym Instytucie Wychowawczo-Naukowym we Lwowie. W wieku 19 lat, w 1876 roku, wyszła za mąż za porucznika gwardii carskiej, młodego ziemianina ze Żmudzi, Konstantego Śnieżko-Błockiego herbu Leliwa.
Gorąco pragnęła zostać aktorką, co zaprowadziło ją do różnych zespołów wędrownych i okresowych, na poły amatorskich teatrzyków Galicji, Królestwa Polskiego oraz Poznańskiego.
W 1879 zaczęła występować w amatorskim teatrze w Warszawie; w 1881 zerwała z mężem (małżeństwo unieważniono w 1888), rodziną i środowiskiem, a w styczniu 1882 została zaangażowana jako aktorka w teatrze w Krakowie i tam przyjęła pseudonim Gabriela Zapolska.
Występowała też we Lwowie, Poznaniu i w galicyjskich zespołach wędrownych. Cechowała ją obsesyjna niechęć, a czasem wprost wrogość w odniesieniu do mężczyzn, w których niemal zawsze widziała tylko sprawców wszelkich nieszczęść mogących spotkać kobiety w ich życiu. Nieustannie skonfliktowana ze środowiskiem teatralnym, w roku 1889 wyjechała do Paryża w celu doskonalenia swoich aktorskich umiejętności i osiągnięcia większego uznania. Przebywała tam 5 lat, do roku 1895, wchodząc w skład słynnego Théâtre Libre A. Antoine’a, a potem modernistycznego Théâtre de l'Œuvre. Sukcesów jednak nie odniosła. Po powrocie do kraju bez powodzenia starała dostać się do warszawskich Teatrów Rządowych, trafiła ponownie do teatrzyków objazdowych i ogródkowych, by wreszcie dobić się angażu w krakowskim teatrze kierowanym przez Tadeusza Pawlikowskiego, gdzie zdobyła pewne powodzenie, stając się jednakże przy okazji ofiarą ostrej krytyki sprawozdawców teatralnych.
Jako pisarka zadebiutowała w 1883 roku pod pseudonimem Gabriela Zapolska. Debiutowała opowiadaniem pt. Jeden dzień z życia róży (1881), ogłaszała nowele i powieści w prasie lwowskiej, następnie warszawskiej. Jej utwory: opowiadanie Małaszka (1883), powieści Kaśka Kariatyda (1885–1886), Przedpiekle (1889) stały się przedmiotem polemik, wywołały oburzenie konserwatywnej krytyki ze względu na dominujący w nich naturalizm; w powieściach O czym się nie mówi (1909) i O czym się nawet myśleć nie chce (1914) podjęła problematykę prostytucji i chorób społecznych. Napisała wiele nowel, powieści i sztuk teatralnych, z których najsłynniejszą jest grana do dziś Moralność Pani Dulskiej. Ze względu na swoje porywcze usposobienie i różne niefortunne uwarunkowania życiowe Zapolska stale była z kimś skłócona i poróżniona. Miewała nieustannie zatargi z dyrektorami i reżyserami teatrów, w których występowała lub w których wystawiano jej sztuki. Od 1904 zamieszkała na stałe we Lwowie, zorganizowała wraz z drugim mężem, malarzem Stanisławem Janowskim, zespół teatralny, z którym objeżdżała Galicję.
W roku 1912 wzięła udział w zorganizowanej w Pradze Wystawie Pracy Kobiety Polskiej; została członkiem komisji artystycznej Teatru Premier, współpracowała z lwowskim Teatrem niezależnym. Po zajęciu Lwowa przez wojska rosyjskie (wrzesień 1914) prowadziła przez pewien czas cukiernię. Mieszkała w willi „Skiz” na Łyczakowie, gdzie spędziła ostatnie lata swego życia.
Zmarła 17 grudnia 1921 we Lwowie i 22 grudnia została pochowana w Alei Zasłużonych na Cmentarzu Łyczakowskim.

## Twórczość

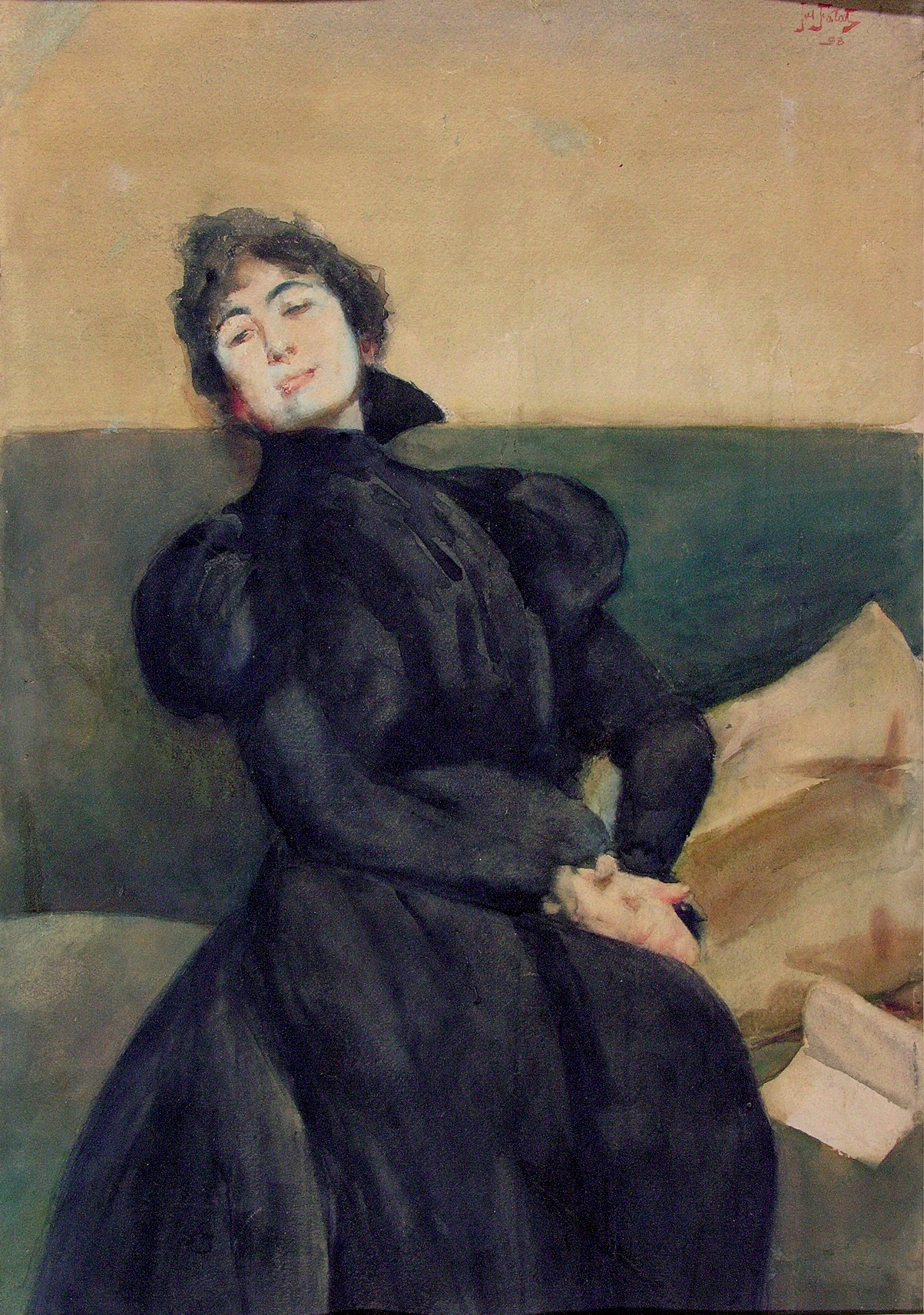
Julian Fałat, Portret Gabrieli Zapolskiej, 1898

Utwory literackie Zapolskiej są bardzo nierówne pod względem poziomu artystycznego, co było efektem pisania w celach zarobkowych i skupienia na karierze aktorskiej. Nieuregulowany tryb życia nie pozwalał na szlifowanie stylu czy uzupełnianiu braków z wiedzy ogólnej. Autorka skupiała się przeważnie na aprobacie lub negacji jakichś cech ludzkich lub zjawisk społecznych – sama podkreślała, że traktuje swoją twórczość jako protest przeciwko wszelkiej obłudzie.
Pod wpływem Émila Zoli i innych naturalistów opisywała fakty i zjawiska życia codziennego. Zmysł obserwacji i umiejętności dziennikarskie pomagały jej w tym. Była przekonana o społecznej służbie literatury.
Twórczość dramatyczna Zapolskiej podzieliła się na dwa rodzaje: melodramatyczną dla popularnych wówczas „teatrów ogródkowych” (Skiz, Małka Szwarcenkopf) i komedie bądź tragedie dla teatrów wielkomiejskich. Tę drugą część cechuje wyraźny wpływ dramatów naturalistycznych (postulat pogłębienia psychologii postaci, rezygnacja z zawikłanej i nieprawdopodobnej akcji – intrygi, analizowanie ludzkich charakterów etc.). Zwracała uwagę na rolę rekwizytów, dekoracji, mimiki i na zróżnicowanie języka kreowanych bohaterów.
Interesowała się kulturą żydowską, piętnowała antysemityzm. W tygodniku „Życie” opublikowała powieść Antysemitnik. Podejmowała również tematykę patriotyczną (Tamten został, Sybir, Jesiennym wieczorem) – nawiązywała do tradycji romantyzmu.
W 1888 Kurier Warszawski opublikował artykuł Zapolskiej W sprawie emancypacji. Autorka krytykowała dążenia kobiet do zdobywania wyższego wykształcenia i wykonywanie przez nie zawodów zarezerwowanych dotychczas dla mężczyzn; w jej opinii studentki medycyny (artykuł powstał w związku z uzyskaniem doktoratu przez pochodzącą z Warszawy Karolinę Szulc) „zatracały godność niewieścią”.
W 1927 w Berlinie odbyła się premiera operetki Carewicz z muzyką Ferenca Lehára i librettem Beli Jenbacha i Heinza Reicherta, na podstawie sztuki Zapolskiej o tym samym tytule.

## Krytyczka sztuki
W latach 90. XIX w. wzrosła liczba artykułów poświęconych kobietom oraz autorkom tekstów na tematy artystyczne. Zmiany zachodzące w Paryżu – stowarzyszenia zakładane przez artystki oraz ich wystawy nie pozostawały niezauważone, relacjonowały je paryskie korespondentki polskiej prasy, wśród nich Zapolska w „Przeglądzie Tygodniowym” (zaliczanym do tzw. prasy postępowej). Jeden ze swoich felietonów z cyklu Listy paryskie poświęciła ona wystawie L'art de femme, zorganizowanej w Paryżu w roku 1892. Na ekspozycji zaprezentowano sztukę użytkową przeznaczoną dla kobiet oraz dzieła stworzone przez kobiety lub je przedstawiające. Wystawa miała dowodzić, iż potrzeby kobiet są zauważane i rozumiane. Niestety w rzeczywistości nie spełniała tego założenia, co w swoim artykule podkreśliła Zapolska. Autorka wytknęła nieadekwatność wystawy do rzeczywistości w jakiej żyły kobiety jej czasów. Eksponowane na wystawie przedmioty zbytku były dla współczesnych kobiet niedostępne – według Zapolskiej większość kobiet doświadczała nędzy materialnej lub moralnej.
Gabriela Zapolska, jako krytyczka sztuki, była zwolenniczką twórczości Władysława Podkowińskiego oraz Józefa Pankiewicza, niedocenianych w jej czasach impresjonistów. W swoim sprawozdaniu z paryskich Salonów, opublikowanym w „Przeglądzie Tygodniowym” w 1894 roku skrytykowała malarstwo akademickie. Natomiast malarstwo impresjonistyczne, jako nowy nurt, uwzględniła w swoim przeglądzie sztuki, który rozpoczęła od twórczości Maneta, a skończyła na działaniach uczniów z Pont-Aven. Z listów pisarki wynika, że jej poglądy ukształtowane zostały dzięki Stefanowi Laurysiewiczowi oraz Paulowi Serusierowi. Jak pisze w swojej publikacji Danuta Knysz-Rudzka, Gabriela Zapolska była początkowo szczególnie zafascynowana naturalizmem, co widać w prozie jej autorstwa, jednak krytykę artystyczną poświęciła zwłaszcza impresjonizmowi i symbolizmowi. Spotkanie w 1893 roku Paula Serusiera sprawiło, że zainteresowała się malarstwem tzw. syntetystów. O syntetystach spod znaku Gauguina pisała w eseju pt. Wśród różowych wrzosów i mgieł opalowych, opublikowanym w periodyku „Wiek Nowy” (1910), gdzie wyraziła swój zachwyt dla dzieł Wyspiańskiego.
Zapolska w swoich tekstach zawsze pisała o artystach polskich w kontekście sztuki zagranicznej, nie traktowała ich jako odrębnej grupy, którą trzeba byłoby traktować w sposób specjalny. Na przykład zestawiała obrazy Pankiewicza z twórczością Maneta, ostrzegając przed niesłusznym określeniem „naśladownictwa”. Krytyczka zawsze pisała konkretnie i z charakterystycznym dla niej entuzjazmem dla nowych kierunków sztuki.
Zapolska była również krytyczką teatralną. Jej krytyka kurtyny wykonanej przez Henryka Siemiradzkiego dla teatru we Lwowie, była prześmiewcza i pełna pasji. Pisząc o swojej opinii autorka odwołała się do twórczości Puvis de Chavannes'a, którego dekoracje teatralne szczególnie doceniała. Teksty Zapolskiej oceniane były jako bardzo emocjonalne, co z jednej strony czyniło ich atut – były bardzo szczere, z drugiej wadę – celne zestawienia i porównania nikły wśród sztucznej nastrojowości i mało znaczących sformułowań.

## Opinie ówczesnej krytyki
Teodor Jeske-Choiński (czasopismo konserwatywne „Niwa”) zarzucał niemoralność sztuk Zapolskiej – a zwłaszcza lubieżność i ordynarność. Takie opinie środowiska konserwatywnego nie zmieniły się aż do początku dwudziestolecia międzywojennego. Pozytywnie sztuki Zapolskiej oceniali Piotr Chmielowski i Wilhelm Feldman, nie dostrzegali jednak istotnych problemów poruszanych w jej twórczości. Stanisław Brzozowski uważał natomiast, że Zapolska mogłaby napisać jedną książkę bardzo dobrą, ale elementy tej książki rozproszyły się w zbyt wielu nowelach, komediach i powieściach.

## Dzieła

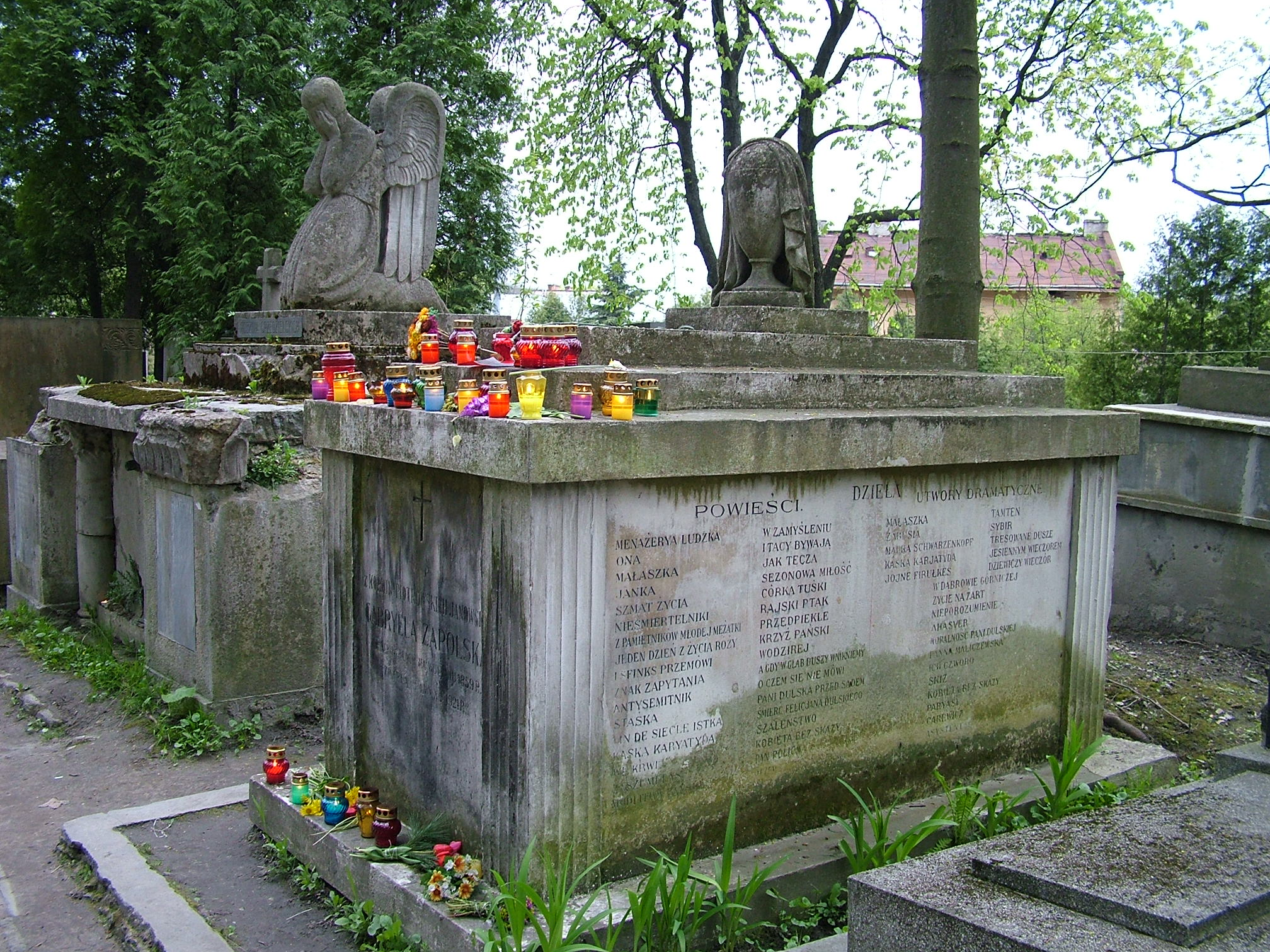
Grób Zapolskiej na Cmentarzu Łyczakowskim we Lwowie

- 1881 – Jeden dzień z życia róży (debiut, nowela; druk w „Gazecie Krakowskiej”[12][13][14][15])
- 1883 − Małaszka (opowiadanie; druk w „Kurierze Lwowskim”)
- 1885 – Akwarele (zbiór nowel[16]), Kaśka Kariatyda (powieść; druk w „Dzienniku Polskim”  przerwano po 20 odcinkach; druk w „Przeglądzie Tygodniowym” do 1886 r.[17][18][19])
- 1889 – Przedpiekle (powieść; druk w „Przeglądzie Tygodniowym”[20][21][22][23][24][25][26][27][28][29][30][31][32])
- 1891 – We krwi (powieść; druk w „Tygodniku Romansów i Powieści”), Szmat życia (powieść; druk w „Kurierze Warszawskim” od 1 lipca 1891 r. do 27 lutego 1892 r. z przerwami[33])
- 1893 – Menażeria ludzka (zbiór opowiadań), Janka (powieść; druk w „Kurierze Codziennym” od 4 grudnia 1893 r. do 28 lipca 1894 r. z przerwami)
- 1894 − Fin-de siecle’istka (powieść; druk w „Przeglądzie Tygodniowym” od 22 grudnia 1894 r. do 15 sierpnia 1896 r.[34][35][36][37][38][39][40][41][42])
- 1895 − Kaśka Kariatyda (przeróbka dramatyczna powieści Kaśka Kariatyda)
- 1896 – Wodzirej (powieść; druk w „Kurierze Warszawskim” od 1 maja do 21 grudnia z przerwami[43]; wydanie osobne t. 1-2 Warszawa 1896[44][45])
- 1897 – Małka Szwarcenkopf (utwór dramatyczny), Żabusia (utwór dramatyczny), Antysemitnik (powieść; druk w „Życiu” od 27 listopada 1897 r. do 18 czerwca 1898 r. z przerwami)
- 1898 – Tamten (utwór dramatyczny), Jojne Firułkes (utwór dramatyczny)
- 1899 – Zaszumi las (powieść; druk w „Słowie Polskim” od 23 września 1898 do 3 lipca 1899 z przerwami; wydanie osobne t. 1-2 Lwów 1899[46][47]), Sybir (utwór dramatyczny)
- 1899 – W Dąbrowie Górniczej (utwór dramatyczny wydany pod pseudonimem Józef Maskoff)[48][49]
- 1902 – Jak tęcza (powieść; druk w „Kurierze Codziennym” od 2 stycznia do 18 czerwca z przerwami[50]), Tresowane dusze (utwór dramatyczny), Mężczyzna[51] (utwór dramatyczny)
- 1903 – A gdy w głąb duszy wnikniemy (powieść; druk w „Bibliotece Warszawskiej” do września 1903 r. do lipca 1904 r.), Nieporozumienie (utwór dramatyczny), Jesiennym wieczorem (utwór dramatyczny, wydanie pod pseudonimem Józef Maskoff)
- 1904 – Sezonowa miłość (powieść; druk w „Kurierze Warszawskim” (dodatek poranny) od 15 kwietnia do 4 listopada z przerwami[52]; wydanie osobne t. 1-3 Warszawa 1905 [na karcie tytułowej data 1904][53][54])
- 1905 – Pan policmajster Tagiejew (Lwów), powieść wydana pod pseudonimem Józef Maskoff
- 1906 − Moralność pani Dulskiej (utwór dramatyczny)
- 1907 – Córka Tuśki (powieść; druk w „Kurierze Warszawskim” (dodatek poranny) od 3 stycznia do 8 listopada[55]; wydanie osobne Warszawa 1907[56]), Ich czworo (utwór dramatyczny)
- 1908 – Pani Dulska przed sądem (opowiadanie, druk w „Świecie” od 30 maja do 22 czerwca[57][58][59][60])
- 1909 – O czym się nie mówi[61] (powieść), Skiz[62] (utwór dramatyczny)
- 1910 – Panna Maliczewska (utwór dramatyczny)
- 1911 – Śmierć Felicjana Dulskiego (nowela; druk w czasopiśmie „Romans i Powieść” (dodatku do „Świata”) od 1 stycznia do 4 czerwca[63])
- 1912 – Nerwowa awantura[64][65] (utwór dramatyczny)
- 1913 – Kobieta bez skazy (utwór dramatyczny), Pariasy. Szkice sceniczne[65] (utwór dramatyczny)
- 1914 – O czym się nawet myśleć nie chce[66] (powieść)
- 1917 – Carewicz (Czterdziesty pierwszy Czerkies)[67][68] (utwór dramatyczny)
- 1919 – Asystent[69][68] (utwór dramatyczny)
- 1922 – Frania Poranek: jej dalsze losy[70] (powieść)
- 1923 – Z pamiętników młodej mężatki[71] (opowiadanie)